# Lee Joo-yeon
Đây là một tên người Triều Tiên, họ là Lee.
Lee Joo-yeon, (Hangul: 이주연; sinh ngày 19 tháng 3 năm 1987) là một nữ ca sĩ và diễn viên Hàn Quốc, cựu thành viên nhóm nhạc After School. Cô xuất hiện lần đầu tiên trên màn ảnh nhỏ trong bộ phim Cười lên Dong-hae, ngoài ra còn xuất hiện với tư cách khách mời trong một số bộ phim khác như Hồi đáp 1997, Hồi đáp 1997.